# والتر ای. تامپسون
والتر ای. تامپسون (انگلیسی: Walter A. Thompson؛ ۸ مه ۱۹۰۳ – ۱۷ دسامبر ۱۹۷۵) تدوین‌گر اهل ایالات متحده آمریکا بود.
از فیلم‌هایی که وی در آن‌ها نقش داشته‌است، می‌توان به لباس راحت ساحلی، مرداب، ماجرای پرشور هالیوود، بدرود خوشگل من، اسب کهر را بنگر و داستان راهبه اشاره نمود.